# NGC 2301
NGC 2301 هي مجرة تتبع كوكبة وحيد القرن. اكتشفها ويليام هيرشل في 27 ديسمبر 1786.

## روابط خارجية
- NGC 2301 على موقع ويكي سكاي: DSS2, SDSS, GALEX, IRAS, Hydrogen α, X-Ray, Astrophoto, Sky Map, Articles and images